# Арройо-Пандо (річка)

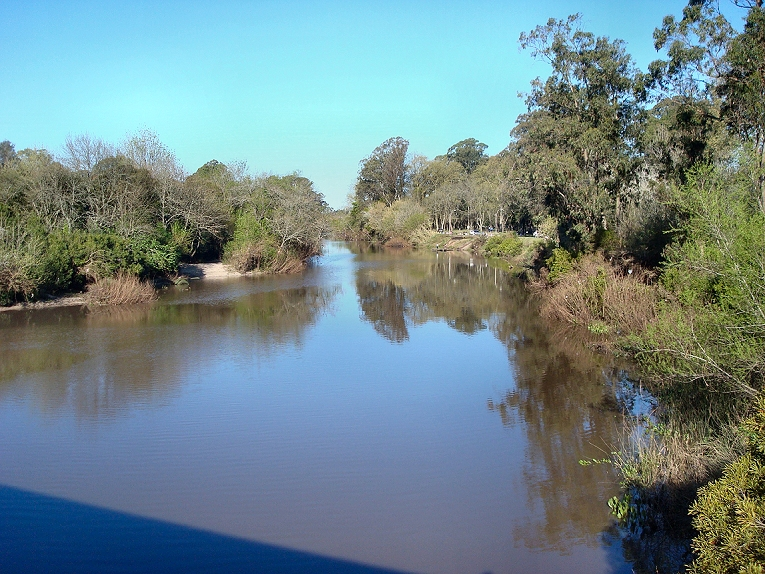
Річка Арройо Пандо біля міста Пандо

Арройо Пандо (ісп. Arroyo Pando) — річка в республіці Уругвай.

## Географія
Річка Арройо Пандо починається на узвищенні Кучилья Гранде в департаменті Канелонес, що за два кілометри до сходу від Сан-Батісти. Протікає з півночі на південь, на її правому березі розташоване місто Пандо, у нижній течії річка розділяє курортні міста Ель-Пінар та Нептунія. Впадає у Ла-Плату.
Довжина річки складає 28 км, а басейн займає площу біля 973 км².